# RPUSD3
RPUSD3 (англ. RNA pseudouridylate synthase domain containing 3) – білок, який кодується однойменним геном, розташованим у людей на 3-й хромосомі. Довжина поліпептидного ланцюга білка становить 351 амінокислот, а молекулярна маса — 38 461.
| 10         |  | 20         |  | 30         |  | 40         |  | 50         |
| ---------- |  | ---------- |  | ---------- |  | ---------- |  | ---------- |
| MRAVLAREMD |  | GRRVLGRFWS |  | GWRRGLGVRP |  | VPEDAGFGTE |  | ARHQRQPRGS |
| CQRSGPLGDQ |  | PFAGLLPKNL |  | SREELVDALR |  | AAVVDRKGPL |  | VTLNKPQGLP |
| VTGKPGELTL |  | FSVLPELSQS |  | LGLREQELQV |  | VRASGKESSG |  | LVLLSSCPQT |
| ASRLQKYFTH |  | ARRAQRPTAT |  | YCAVTDGIPA |  | ASEGKIQAAL |  | KLEHIDGVNL |
| TVPVKAPSRK |  | DILEGVKKTL |  | SHFRVVATGS |  | GCALVQLQPL |  | TVFSSQLQVH |
| MVLQLCPVLG |  | DHMYSARVGT |  | VLGQRFLLPA |  | ENNKPQRQVL |  | DEALLRRLHL |
| TPSQAAQLPL |  | HLHLHRLLLP |  | GTRARDTPVE |  | LLAPLPPYFS |  | RTLQCLGLRL |
| Q          |  |            |  |            |  |            |  |            |

A: Аланін

C: Цистеїн

D: Аспарагінова кислота

E: Глутамінова кислота

F: Фенілаланін

G: Гліцин

H: Гістидин

I: Ізолейцин

K: Лізин

L: Лейцин

M: Метіонін

N: Аспарагін

P: Пролін

Q: Глутамін

R: Аргінін

S: Серин

T: Треонін

V: Валін

W: Триптофан

Кодований геном білок за функцією належить до фосфопротеїнів. 
Задіяний у такому біологічному процесі, як альтернативний сплайсинг. 